# أوليفر أوشمان
أوليفر أوشمان Oliver Uschmann (ولد في 30 مايو 1977 في فيزل) هو أديب وصحفي ألماني.
حصل أوشمان على درجة الماجستير في علم اللغة الألمانية وآدابها. وهو يكتب لعدة مجلات منها المجلة الموسيقية Visions ومجلة المقابلات الشخصية Galore.
صدرت أولى رواياته في عام 2005 في دار نشر فيشر S. Fischer وهي بعنوان «هارتموت وأنا»، وأتبعها في العام التالي 2006 برواية «مشغول جدا.. رواية هارتموت وأنا». وصدر الجزء الثالث في يوليو 2007 بعنوان «جرمان التحول..هارتموت وأنا في الغابة». وصدر الجزء الرابع في نوفمبر 2008 بعنوان «مورب! هارتموت وأنا نبعثر جهودنا». ويعيش حاليا مع رفيقته في هيربرن.

## أعماله
1.	Hartmut und ich, 2005
2.	Voll beschäftigt. Ein Hartmut-und-ich-Roman, 2006
3.	Wandelgermanen. Hartmut und ich stehen im Wald, 2007
4.	Murp! Hartmut und ich verzetteln sich, 2008